# Hard to Make a Stand
Hard to Make a Stand è il terzo singolo della musicista statunitense Sheryl Crow estratto dall'omonimo album, pubblicato dalla A&M Records nel 1997.

## Il brano
La stessa Sheryl ha spiegato come le è venuta l'ispirazione per il testo del brano. In una caffetteria vicino allo studio di registrazione a Pasadena, fuori dal locale c'era un travestito con dei fiori in mano. Lo faceva da anni e la gente del posto pensava che fosse un tipo bizzarro. Un giorno entrò nel locale e il padrone lo cacciò via perché disturbava gli avventori e lei disse che pensava fosse una prepotenza. Il giorno seguente vide il tipo che teneva un cartello con scritto "If I'm not here, then you're not here" firmato "Miss Creation", a Sheryl piacque così tanto che lo usò per il testo del brano.
Si è classificato al 22º posto nella classifica Official Singles Chart nel Regno Unito e al 15º posto in Canada.
Una versione live di questo brano compare nel DVD Wildflower Tour - Live from New York.

## Video
il video musicale del brano, diretto da Matthew Amos, mostra immagini da un concerto a Londra del 1996.

## Tracce
CD singolo 1 LE UK
1. Hard to Make a Stand (LP version) – 3:09 (S. Crow, B. Botrell, T. Wolfe, RS Bryan)
2. Hard to Make a Stand (Alternate version) – 3:33
3. Hard to Make a Stand (Live BBC Simon Mayo Session) – 3:49
4. In Need – 5:33 (S. Crow)

CD singolo 2 UK
1. Hard to Make a Stand (LP version) – 3:09 (S. Crow, B. Botrell, T. Wolfe, RS Bryan)
2. Sad Sad World (LP version) – 5:08 (S. Crow, B. McLeod, J. Trott)
3. No One Said It Would Be Easy (Live From Shepherd's Bush Empire In London) – 7:23 (S. Crow, B. Botrell, D. Schwartz, K. Gilbert)
4. If It Makes You Happy (Live From Shepherd's Bush Empire In London) – 5:24 (S. Crow, J. Trott)

## Classifiche
| Classifica (1997) | Posizione massima |
| ----------------- | ----------------- |
| Regno Unito       | 22                |
| Canada (RPM)      | 15                |